# Ericrocis pintada
Ericrocis pintada là một loài Hymenoptera trong họ Apidae. Loài này được Snelling & Zavortink mô tả khoa học năm 1984.